# ۲۰ شهریور
۲۰ شهریور صد و هفتاد و پنجمین روز سال در گاه‌شماری خورشیدی است. تا پایان سال ۱۹۰ روز (۱۹۱ روز در سال کبیسه) باقی‌است.

## رویدادها
- ۱۱۷۴ - پایان نبرد کرتسانیسی
- ۱۳۰۷ - آغاز به‌کار بانک ملی ایران
- ۱۳۳۲ - کشف شاخه نظامی حزب توده در تهران[۱]
- ۱۳۴۶ - برگزاری نخستین جشن هنر شیراز
- ۱۳۵۳ - رقابت ۲۰ شهریور ۱۳۵۳ تیم ملی فوتبال ایران با تیم ملی فوتبال کره جنوبی در بازی‌های آسیایی ۱۹۷۴
- ۱۳۸۷ - زمین‌لرزه ۱۳۸۷ بندرعباس
- ۱۳۹۲ - قهرمانی تیم ملی فوتبال افغانستان در مسابقات جنوب آسیا.
- ۱۴۰۳ - رقابت ۲۰ شهریور ۱۴۰۳ تیم ملی فوتبال ایران با تیم ملی فوتبال امارات در مرحله مقدماتی جام جهانی فوتبال ۲۰۲۶ (آسیا)

## زادروزها
- ۱۳۱۶ - جلال خالقی مطلق، ایران‌شناس
- ۱۳۲۰ - محبوبه مقبلی، بازیگر
- ۱۳۲۰ - پرویز پورحسینی، بازیگر
- ۱۳۵۲ - سهراب بختیاری‌زاده، بازیکن فوتبال
- ۱۳۵۵ - نسرین نصرتی، بازیگر
- ۱۳۵۵ - مسیح علی‌نژاد، خبرنگار و فعال سیاسی

## درگذشت‌ها
- ۱۳۹۲ - عبدالمحمد آیتی، پژوهشگر، نویسنده و مترجم
- ۱۳۹۹ - طیفور بطحایی، فیلم‌ساز و فعال سیاسی